# Томас Джон Сарджент
Томас Джон Сарджент (англ. Thomas John Sargent; нар. 19 липня 1943, Пасадена, Каліфорнія) — американський економіст, лауреат Нобелівської премії з економіки за 2011 рік (спільно з Крістофером Альбертом Сімсом «за емпіричне дослідження причинно-наслідкових зв'язків в макроекономіці».
Бакалавр Каліфорнійського університету в Берклі (1964); доктор філософії Гарвардського університету (1968). Викладав в Пенсільванському (1970–1971), Міннесотському (1971–1987), Чиказькому (1991–1998), Стенфордському (1998–2002), Принстонському (2009-досьогодні, не постійно) і Нью-Йоркському (з 2002) університетах.
Лауреат премії Неммерса (1996). Президент Товариства економічної динаміки (1989–1992), Економетричного товариства (2005) та Американської економічної асоціації (2007).